# Ianis Hagi
Ianis Hagi (Estambul, Turquía, 22 de octubre de 1998) es un futbolista rumano. Juega de centrocampista y se encuentra sin equipo tras abandonar el Rangers F. C.
Es hijo del exfutbolista Gheorghe Hagi.

## Trayectoria

### Inicios
Hagi nació en Estambul, Turquía, donde su padre Gheorghe jugaba en el Galatasaray. Se incorporó a la academia de fútbol Gheorghe Hagi, a los diez años, y debutó en la Liga I con el Viitorul Constanța el 5 de diciembre de 2014 a los 16 años. En el último minuto sustituyó a Silviu Pană en la derrota por 1-2 en casa ante el FC Botoșani.
El 29 de mayo de 2015, Hagi anotó su primer gol , contribuyendo en un empate 4-4 contra el mismo oponente y jugando por primera vez como titular. En junio, obtuvo la capitanía del equipo. Hagi anotó su segundo gol en liga contra el ACS Poli Timișoara, en la victoria en casa por 4-0 el 21 de agosto de 2015, pocos días después de haber fallado un penalti contra el Concordia Chiajna. En octubre, The Guardian lo nombró como uno de los 50 mejores futbolistas jóvenes del mundo nacidos en 1998.

### Fiorentina
El 10 de julio de 2016, Hagi se incorporó a la Fiorentina por 2 millones de euros. Hizo su debut en la Serie A el 23 de octubre, reemplazando a Josip Iličić en un triunfo a domicilio por 5-3 contra el 
Cagliari. En abril de 2017, Hagi fue nominado para el Golden Boy.

### Regreso al Viitorul Constanța
Hagi regresó al Viitorul Constanța el 18 de enero de 2018 por un importe de 2 millones de euros. En julio, fue nuevamente nominado para el Golden Boy. Durante su segunda etapa, marcó veinte goles en 53 partidos en todas las competiciones. Ganó el primer título de su carrera el 25 de mayo de 2019, después de que el Viitorul venciera al Astra Giurgiu por 2-1 en la final de la Copa de Rumania.

### Genk
El 12 de julio de 2019, el campeón defensor de Bélgica, el Genk anunció el fichaje por cinco años. El 26 de julio, en el partido inaugural de la Primera División belga, Hagi hizo su debut saliendo del banco y anotando el gol de la victoria por 2-1 ante el Kortrijk. Logró sus siguientes goles el 28 de septiembre contra el Sint-Truidense, anotando ambos desde el punto de penalti y asistió a Théo Bongonda en el empate 3-3. Jugó cinco partidos de la UEFA Champions League, sin embargo su equipo terminó en el último lugar detrás del Liverpool, Napoli y Red Bull Salzburg.

### Rangers
Hagi se unió al Rangers de la Premiership escocesa en un préstamo de seis meses con opción de compra el 31 de enero de 2020. Al día siguiente, hizo su debut con el club entrando desde el banquillo en un empate sin goles ante el Aberdeen. El 5 de febrero, Hagi comenzó como titular y marcó el gol de la victoria en un triunfo por 2-1 sobre el Hibernian. El 20 de febrero, Hagi marcó dos goles contra el Braga en la UEFA Europa League ayudando a su equipo a ganar por 3-2. A finales de mayo de 2020, los Rangers anunciaron que habían fichado a Hagi procedente del Genk.

### Deportivo Alavés
El 27 de agosto de 2023, firma por el Deportivo Alavés de la Primera División de España.

## Selección nacional
Hagi representa a Rumania en las categorías sub-15, sub-16, sub-17,  sub-18, sub-19 y sub-21, marcando 2 goles en la Eurocopa Sub-21 de 2019 donde su selección fue la gran sorpresa obteniendo el tercer lugar.
Hizo su debut en la absoluta el 17 de noviembre del 2018 en la victoria por 3-0 sobre Lituania en la Liga de las Naciones de la UEFA, sustituyendo a Claudiu Keșerü en el minuto 68', marcó su primer gol el 8 de septiembre del 2019 en la victoria por 1-0 sobre Malta en la clasificación para la Eurocopa 2020, su segundo gol se lo marcó a Alemania.

### Participaciones en Eurocopas
| Copa          | Sede     | Resultado        | Partidos | Goles |
| ------------- | -------- | ---------------- | -------- | ----- |
| Eurocopa 2024 | Alemania | Octavos de final | 4        | 0     |

## Estadísticas

### Clubes
Actualizado al último partido disputado el 26 de mayo de 2024.
| Club | Div.          | Temporada     | Liga  | Liga  | Copas nacionales(1) | Copas nacionales(1) | Copas internacionales(2) | Copas internacionales(2) | Total(3) | Total(3) |
| Club | Div.          | Temporada     | Part. | Goles | Part.               | Goles               | Part.                    | Goles                    | Part.    | Goles    |
| --- | ------------- | ------------- | ----- | ----- | ------------------- | ------------------- | ------------------------ | ------------------------ | -------- | -------- |
| F. C. Viitorul Constanța · Rumania | 1.ª           | 2014-15       | 7     | 1     | 0                   | 0                   | —                        | —                        | 7        | 1        |
| F. C. Viitorul Constanța · Rumania | 1.ª           | 2015-16       | 31    | 3     | 1                   | 0                   | —                        | —                        | 32       | 3        |
| ACF Fiorentina · Italia | 1.ª           | 2016-17       | 2     | 0     | 0                   | 0                   | —                        | —                        | 2        | 0        |
| ACF Fiorentina · Italia | Total club    | Total club    | 2     | 0     | 0                   | 0                   | 0                        | 0                        | 2        | 0        |
| F. C. Viitorul Constanța · Rumania | 1.ª           | 2017-18       | 14    | 6     | 0                   | 0                   | —                        | —                        | 14       | 6        |
| F. C. Viitorul Constanța · Rumania | 1.ª           | 2018-19       | 31    | 10    | 4                   | 3                   | 4                        | 1                        | 39       | 14       |
| F. C. Viitorul Constanța · Rumania | Total club    | Total club    | 83    | 20    | 5                   | 3                   | 4                        | 1                        | 92       | 24       |
| K. R. C. Genk · Bélgica | 1.ª           | 2019-20       | 14    | 3     | 0                   | 0                   | 5                        | 0                        | 19       | 3        |
| K. R. C. Genk · Bélgica | Total club    | Total club    | 14    | 3     | 0                   | 0                   | 5                        | 0                        | 19       | 3        |
| Rangers F. C. Escocia | 1.ª           | 2019-20       | 7     | 1     | 2                   | 0                   | 4                        | 2                        | 13       | 3        |
| Rangers F. C. Escocia | 1.ª           | 2020-21       | 32    | 7     | 4                   | 0                   | 9                        | 1                        | 45       | 8        |
| Rangers F. C. Escocia | 1.ª           | 2021-22       | 15    | 2     | 4                   | 1                   | 8                        | 1                        | 27       | 4        |
| Rangers F. C. Escocia | 1.ª           | 2022-23       | 8     | 1     | 3                   | 0                   | —                        | —                        | 11       | 1        |
| Rangers F. C. Escocia | 1.ª           | 2023-24       | 0     | 0     | 1                   | 0                   | 1                        | 0                        | 2        | 0        |
| Rangers F. C. Escocia | Total club    | Total club    | 62    | 11    | 14                  | 1                   | 22                       | 4                        | 98       | 16       |
| Deportivo Alavés · España | 1.ª           | 2023-24       | 22    | 0     | 4                   | 2                   | —                        | —                        | 26       | 2        |
| Deportivo Alavés · España | Total club    | Total club    | 22    | 0     | 4                   | 2                   | 0                        | 0                        | 26       | 2        |
| Total carrera | Total carrera | Total carrera | 183   | 34    | 22                  | 6                   | 32                       | 5                        | 237      | 45       |
| (1) Incluye datos de la Copa de Rumania, Copa de Bélgica, Copa de Escocia y Copa de la Liga de Escocia. (2) Incluye datos de la UEFA Europa League y Liga de Campeones de la UEFA . (3) No incluye goles en partidos amistosos. |               |               |       |       |                     |                     |                          |                          |          |          |

## Palmarés

### Títulos nacionales
| Título               | Club                     | País    | Año     |
| -------------------- | ------------------------ | ------- | ------- |
| Copa de Rumania      | F. C. Viitorul Constanța | Rumania | 2018-19 |
| Supercopa de Rumania | F. C. Viitorul Constanța | Rumania | 2019    |
| Supercopa de Bélgica | K. R. C. Genk            | Bélgica | 2019    |
| Scottish Premiership | Rangers F. C.            | Escocia | 2021    |
| Copa de Escocia      | Rangers F. C.            | Escocia | 2022    |